# 角宿增十六
室女座66，又名BD-04 3472，HD 116568、SAO 139324、HR 5050，是室女座的一颗恒星，视星等为5.75，位于銀經318.08，銀緯56.73，其B1900.0坐标为赤經13h 19m 20.8s，赤緯-4° 56.73′ 29″。